# Euchlaenidia transcisa
Euchlaenidia transcisa är en fjärilsart som beskrevs av Walker 1854. Euchlaenidia transcisa ingår i släktet Euchlaenidia och familjen björnspinnare. Inga underarter finns listade i Catalogue of Life.